# Сигал, Ирвинг
Ирвинг Сигал (1918—1998) — американский математик, известный своими работами по теоретической квантовой механике. Из его вклада в науку наиболее широко известно представление Сигала-Шейля-Вейля. Также Сигал известен работами по квантовой теории поля, функциональному и гармоническому анализу, вкладом в разработку C*-алгебры.

## Биография
Сигал родился 13 сентября 1918 года.
В 1934 году начал обучение в Принстонском университете, в 1937 году с отличием окончил университет со степенью бакалавра. Следующие три года он учился в Йельском университете, и закончил его, получив степень доктора философии в 1940 году. Сигал преподавал в Гарвардском университете, затем он сотрудничал с Институтом перспективных исследований в Принстоне на стипендии Гуггенхайма, работая с 1941 по 1943 год с Альбертом Эйнштейном и Джоном фон Нейманом. Во время Второй мировой войны Сигал служил в армии США, проводя исследования в области баллистики на Абердинском испытательном полигоне в Мэриленде. C 1948 года по 1960 год он работал на математическом факультете Чикагского университета. C 1960 года до самой своей смерти в 1998 году он занимал должность профессора математического факультета Массачусетского технологического института. Член Национальной академии наук США с 1973 года.
Сигал умер 30 августа 1998 года в Лексингтоне (Массачусетс).

## Научная деятельность

### Хронометрическая космология
Сигал предложил альтернативу теории Большого Взрыва о расширении Вселенной. Космологическое красное смещение, которое служит основным исходным экспериментальным фактом для теории расширяющейся Вселенной, согласно Сигалу, является следствием кривизны космического пространства. Он представляет пространственную часть космоса как большую трёхмерную сферу. Пространство-время не может повернуть вспять само по себе. В каждой точке космоса есть выпуклое направление будущего, означающее, что «будущее никогда не может слиться с прошлым», никакая кривизна пространства-времени не может замкнуться.
Основываясь на общей симметрии, выраженной группой Лоренца, группой Пуанкаре и конформной группой пространства-времени, Сигал полагал, что замкнутость Вселенной объясняется компактификацией пространства-времени, используемой для определения конформной группы. Сигал пересмотрел данные о красном смещении, чтобы проверить свою космологию. Он претендовал на подтверждение своей теории, но в целом его хронометрическая космология не нашла поддержки учёных.
Например, А. Тауб, рассмотрев «Математическую космологию и внегалактическую астрономию», сказал:

Хронометрическая теория, описанная в этой книге, не является теорией, касающейся природы Вселенной или поведения объектов в ней. Скорее она, игнорируя влияние гравитационных сил на эти объекты, постулирует, что астрономические тела в них находятся в состоянии покоя, не объясняя, как это происходит, и приписывает красное смещение частному описанию методов измерения, которое расходится с тем, что используется в таких теориях, как общая теория относительности.
Что касается реликтового излучения, то в хронометрическом представлении «наблюдаемое чёрное тело… это просто наиболее вероятное расположение остатков света на чисто случайной основе… и вовсе не однозначно указывает на Большой Взрыв.»
В 2005 году А. Дейно выступил с докладом на тему «Аксиоматизация пространства-времени Ирвингом Сигалом и её космологические последствия» в Будапеште.

 Космологические следствия допущений Сигала идут вразрез с современными догмами космологии: Вселенная вечна; нет такого понятия, как расширение Вселенной и нет такого понятия, как Большой Взрыв; пространство-это гиперсфера, то есть трёхмерная сфера фиксированного радиуса; принцип сохранения энергии восстановлен; явление красного смещения — это не эффект Допплера, а эффект искривления пространства… (стр. 3)
Он признает с самого начала, что космология Сигала «обычно игнорируется астрофизиками», и что эта модель статической Вселенной была впервые предложена Эйнштейном в 1917 году и «основательно дискредитирована».

### Избранные публикации
И. Сигал является автором и соавтором 227 статей и 10 книг (см. список МТИ во внешних ссылках).
- 1951: Segal, Irving Ezra. Decompositions of operator algebras, I and II (англ.). — 1951. — (Memoirs of the American Mathematical Society, no. 9). — ISBN 9780821812099.
- 1962: Lectures at the Boulder Summer Seminar, American Mathematical Society
- 1963: Mathematical problems of relativistic physics (англ.). — American Mathematical Soc., 1967. — (Lectures in Applied Mathematics, vol. 2).
- 1968: (with Ray Kunze) Integrals and operators. — McGraw-Hill Education. Revised & enlarged 2nd edition. — Springer-Verlag, 2012. — (Grundlehren der mathematische Wissenschaften, vol. 228). — ISBN 9783642666933.
- 1976: Mathematical cosmology and extragalactic astronomy (англ.). — Academic Press, 1976. — (Pure and Applied Mathematics Series, Vol. 68). — ISBN 9780080873848.
- 1992: (with John C. Baez and Zhengfang Zhou) Introduction to algebraic and constructive quantum field theory (англ.) : journal. — Princeton University Press, 1992. Baez, John C.; Segal, Irving E.; Zhou, Zhengfang. 2014 reprint. — 2014. — ISBN 9781400862504.
- 1993: (with Nicoll, J.F., Wu, P., Zhou, Z.) Statistically Efficient Testing of the Hubble and Lundmark Laws on IRAS Galaxy Samples, The Astrophysical Journal 465—484
- 1995: (with Zhou, Z.) Maxwell’s Equations in the Einstein Universe and Chronometric Cosmology, ApJS. Ser. 100, 307—324
- 1997: «Cosmic time dilation», The Astrophysical Journal 482:L115-17